# Jan Pieter Heije
Jan Pieter Heije, född den 1 mars 1809 i Amsterdam, död där den 24 februari 1876, var en nederländsk skald.
Heije var 1832–1857 praktiserande läkare i hemstaden och gjorde sig även som vetenskapsman ett aktat namn. Jämte Potgieter, Bakhuizen van den Brink och Drost utgav Heije tidskriften De Muzen (1834), som var den holländska nyromantikens första organ. Hans skriftställarskap bar framför allt frukt inom folkskrifternas och barndiktens områden. Heije skrev Liederen en zangen (1841), Kinderliederen (1847), Kinderen. Dichterlijke krans (1853), Al de kinderliederen (1861), Athenes bouwvallen (1867), Verspreide gedichten (1870; 3:e upplagan 1872) med flera. Han redigerade den medicinska tidskriften Wenken en meeningen (1838–1840) samt Archief voor geneeskunde (1840–1845).